# Indit
Indit ist ein sehr selten vorkommendes Mineral aus der Mineralklasse der „Sulfide und Sulfosalze“ mit der Endgliedzusammensetzung Fe2+In2S4 und damit chemisch gesehen ein Eisen-Indium-Sulfid. Strukturell gesehen gehört Indit zur Gruppe der Spinelle.
Indit kristallisiert im kubischen Kristallsystem und konnte bisher nur in Form kleiner Körner von 0,2 bis 0,5 mm Größe oder als derbe Mineral-Aggregate gefunden werden. Das Mineral ist in jeder Form undurchsichtig (opak) und zeigt auf den eisenschwarzen Kornoberflächen einen metallischen Glanz. Polierte Flächen erscheinen im Auflicht allerdings weiß. Als idiochromes Minerale hinterlässt Indit auch auf der Strichtafel einen schwarzen Strich.

## Etymologie und Geschichte
Entdeckt wurde Indit zusammen mit Dzhalindit in der Zinn-Lagerstätte Dzhalinda im Kleinen Hinggan-Gebirge (russisch: Малый Хинган) in der Region Chabarowsk des russischen Föderationskreises Ferner Osten. Die Analyse und Erstbeschreibung erfolgte 1963 durch Alexander Dmitrijewitsch Genkin (russisch: Александр Дмитриевич Генкин; 1919–2010) und I. W. Murawjewa, die das Mineral nach dem Hauptbestandteil Indium benannten.
In einem Report der International Mineralogical Association (IMA) wurden Indit und Dzhalindit 1967 zusammen mit vielen weiteren Mineralen, die in den vergangenen fünf Jahren erstbeschrieben wurden, mit einer Mehrheit von über 60 % der Kommission für neue Minerale und Mineralnamen als eigenständige Mineralarten anerkannt.
Das Typmaterial von Indit wird im Museum der Staatlichen Bergbau-Universität Sankt Petersburg (MM-St. Petersburg) unter der Sammlungs-Nr. 1069/1 und im Mineralogischen Museum, benannt nach A. J. Fersman (FMM-Moscow) der Russischen Akademie der Wissenschaften in Moskau unter der Sammlungs-Nr. 65279 aufbewahrt.

## Klassifikation
Die strukturelle Klassifikation der IMA zählt den Indit zur „Spinell-Supergruppe“, wo er zusammen mit Cadmoindit, Cuprorhodsit, Daubréelith, Greigit, Joegoldsteinit, Kalininit, Linneit, Polydymit, Siegenit, Violarit und Xingzhongit die „Linneit-Untergruppe“ innerhalb der „Thiospinelle“ bildet (Stand 2019).
Die bekannten und zunächst nach chemischer Zusammensetzung ordnenden Mineralsystematiken sortieren den Florensovit in die Mineralklasse der „Sulfide und Sulfosalze“ ein.
In der veralteten 8. Auflage der Mineralsystematik nach Strunz gehörte der Indit zur Abteilung der „Sulfide mit[dem Stoffmengenverhältnis] M : S < 1 : 1“, wo er zusammen mit Bornhardtit, Carrollit, Daubréelith, Greigit, Linneit, Polydymit, Siegenit, Trüstedtit, Tyrrellit und Violarit die „Linneit-Reihe“ mit der System-Nr. II/C.01 bildete.
Im Lapis-Mineralienverzeichnis nach Stefan Weiß, das sich aus Rücksicht auf private Sammler und institutionelle Sammlungen noch nach dieser alten Form der Systematik von Karl Hugo Strunz richtet, erhielt das Mineral die System- und Mineral-Nr. II/D.01-90. In der „Lapis-Systematik“ entspricht dies ebenfalls der Abteilung „Sulfide mit [dem Stoffmengenverhältnis] Metall : S,Se,Te < 1 : 1“, wo Indit zusammen mit Bornhardtit, Cadmoindit, Carrollit, Cuprokalininit, Daubréelith, Fletcherit, Florensovit, Greigit, Kalininit, Linneit, Polydymit, Siegenit, Trüstedtit, Tyrrellit und Violarit die „Linneit-Gruppe“ bildet (Stand 2018).
Die seit 2001 gültige und von der IMA zuletzt 2009 aktualisierte 9. Auflage der Strunz’schen Mineralsystematik ordnet den Indit dagegen in die Abteilung der „Metallsulfide mit M : S = 3 : 4 und 2 : 3“ ein. Diese ist weiter unterteilt nach dem genauen Stoffmengenverhältnis, so dass das Mineral entsprechend seiner Zusammensetzung in der Unterabteilung „M : S = 3 : 4“ zu finden ist, wo es zusammen mit Bornhardtit, Cadmoindit, Carrollit, Cuproiridsit, Cuprorhodsit, Daubréelith, Ferrorhodsit (diskreditiert, da identisch mit Cuprorhodsit; IMA 2017-H), Fletcherit, Florensovit, Greigit, Kalininit, Linneit, Malanit, Polydymit, Siegenit, Trüstedtit, Tyrrellit, Violarit und Xingzhongit die „Linneitgruppe“ System-Nr. 2.DA.05 bildet.
Die von der Mineraldatenbank „Mindat.org“ weitergeführte Strunz-Klassifikation, die sich im Aufbau nach der 9. Auflage der Strunz’schen Mineralsystematik richtet, führt in der Gruppe 2.DA.05 auch die nach 2009 neu beschriebenen Spinelle Berndlehmannit, Cuprokalininit, Joegoldsteinit, Nickeltyrrellit und Shiranuiit auf. Die Spinelle Ezochiit und Grimmit werden hier zusammen mit Ferrodimolybdänit (FeMo2S4), Zaykovit (Rh3Se4) und Zolenskyit (FeCr2S4) der allgemeineren Gruppe 2.DA (Metallsulfide mit M:S=3:4) zugewiesen.
Auch die vorwiegend im englischen Sprachraum gebräuchliche Systematik der Minerale nach Dana ordnet den Cuproiridsit in die Abteilung der „Sulfidminerale“ ein. Hier ist er ebenfalls in der „Linneitgruppe (Isometrisch: Fd3m)“ mit der System-Nr. 02.10.01 innerhalb der Unterabteilung „Sulfide – einschließlich Seleniden und Telluriden – mit der Zusammensetzung AmBnXp, mit (m+n) : p = 3 : 4“ zu finden.

## Chemismus
In der Endgliedzusammensetzung von Indit (FeIn2S4) besteht das Mineral aus Eisen (Fe2+), Indium (In3+) und Schwefel (S2−) im Stoffmengenverhältnis von 1 : 2 : 4. Dies entspricht einem Massenanteil (Gewichts-%) von 13,50 Gew.-% Fe, 55,50 Gew.-% In und 31,00 Gew.-% S.
Die empirische Zusammensetzung der natürlichen Mineralproben aus der Typlokalität wichen mit einem Massenanteil von 8,84 Gew.-% Fe, 59,3 Gew.-% In und 31,85 Gew.-% S geringfügig von der Idealzusammensetzung ab.

## Kristallstruktur
Indit kristallisiert in einem in der kubischen Raumgruppe Fd3m (Raumgruppen-Nr. 227) mit dem Gitterparameter a = 10,62 Å sowie acht Formeleinheiten pro Elementarzelle.

## Bildung und Fundorte
Indit bildet sich sekundär durch hydrothermale Vorgänge, wobei er den primär vorhandenen Kassiterit ersetzt. Als Begleitmineral tritt neben diesem noch Dzhalindit auf.
Außer an seiner Typlokalität, der Zinnlagerstätte Dzhalinda im Kleinen Hinggan-Gebirge in der Region Chabarowsk, konnte Indit bisher nur noch in der Zinnlagerstätte Verkhnee nahe Kawalerowo in der Region Primorje gefunden werden. Beide Fundstätten liegen im russischen Föderationskreis Ferner Osten (Stand 2020).